# دانشگاه آزاد اسلامی واحد فیروزآباد
دانشگاه آزاد اسلامی واحد فیروزآباد، یکی از واحدهای دانشگاه آزاد اسلامی در شهر فیروزآباد است. این دانشگاه در رتبه‌بندی وبومتریکس ۲۰۲۰ دهمین واحد دانشگاه آزاد برتر استان فارس (پس از شیراز، مرودشت، جهرم، نورآباد، ارسنجان،  سروستان، سپیدان، نی‌ریز و کازرون) است. دانشگاه آزاد اسلامی واحد فیروزآباد در سال ۱۳۶۳ تأسیس گردید و هم‌اکنون دارای ۶۹ رشته در مقاطع دکتری، کارشناسی ارشد، کارشناسی و کاردانی است. این دانشگاه از واحدهای مجری علوم پزشکی دانشگاه آزاد به‌شمار می‌رود. این دانشگاه در شهرکی دانشگاهی به مساحت ۲۵ هکتار با چهار دانشکده، مجتمع آزمایشگاهی، مجتمع ورزشی، مسجد، کتابخانه و مجتمع خوابگاهی قرار دارد.
این دانشگاه بیشتر جمعیت در حال تحصیل در دانشکده علوم پزشکی آن دختران هستند و برای دختر امکانات خوابگاهی دارد ولی برا پسر هیچگونه امکاناتی حتی خوابگاه ندارد پذیرش کنکور در این دانشگاه برای دختران راحت و با رتبه های بالا هست و لی برای پسران محدود هست و هیچگونه همکاری با دانشجوی پسر ندارند.
دانشکده های علوم انسانی و شیمی در یک دانشکده تحت مجمتعم علوم انسانی قرار دارند و تقریباً تمامی دانشجویان آن بومی شهرستان فیروزآباد هستند و پذیرش آن بدون کنکور هست.
چند بار هم دانشجویان پسر علوم پزشکی این دانشگاه در سال اعتراض می کند ولی هربار با نمایش بازی در جلو مسولین مرکزی اعتراض ها را جمع و هیچ خدمات رفاهی و حتی کمک آموزشی به دانشجویان پسر دانشکده علوم پزشکی امکان و موجود نیست.
دانشگاه بسیار خوبی برای بومی های شهرستان فیروزآباد هست.
و برای دختران که رتبه مناسبی کسب نکردند و دنبال محیط دختران برای تحصیل در دانشکده علوم پزشکی هستند با جمعیت ۹۰درصدی دانشجوی دختر در این دانشکده .

## دانشکده‌ها
- دانشکده شیمی
- دانشکده کشاورزی
- دانشکده پیراپزشکی
- دانشکده علوم انسانی و پایه